# Stenhomalus
Stenhomalus is een kevergeslacht uit de familie van de boktorren (Cerambycidae). De wetenschappelijke naam van het geslacht werd voor het eerst geldig gepubliceerd in 1855 door Adam White.

## Soorten
Stenhomalus omvat de volgende soorten:
- Stenhomalus bicolor (Kraatz, 1862)
- Stenhomalus annulicornis (Pascoe, 1869)
- Stenhomalus ater Niisato & Kinugasa, 1982
- Stenhomalus baibarensis Matsushita, 1933
- Stenhomalus basilewskyi (Lepesme & Breuning, 1956)
- Stenhomalus bilocularis (Thomson, 1878)
- Stenhomalus carbonarius Holzschuh, 2008
- Stenhomalus cephalotes Pic, 1928
- Stenhomalus clarinus Holzschuh, 1995
- Stenhomalus cleroides Bates, 1873
- Stenhomalus complicatus Gressitt, 1948
- Stenhomalus coomani Gressitt, 1951
- Stenhomalus couturieri Quentin, 1986
- Stenhomalus discretus Holzschuh, 2011
- Stenhomalus duffyi (Lepesme & Breuning, 1956)
- Stenhomalus eggeri Adlbauer, 2004
- Stenhomalus erythrothorax Holzschuh, 2007
- Stenhomalus fenestratus White, 1855
- Stenhomalus figuratus Gahan, 1915
- Stenhomalus flavicollis Aurivillius, 1924
- Stenhomalus foveipennis (Pic, 1950)
- Stenhomalus ghesquierei Quentin, 1956
- Stenhomalus horarius Gressitt, 1940
- Stenhomalus humilis Holzschuh, 1995
- Stenhomalus incongruus Gressitt, 1939
- Stenhomalus japonicus (Pic, 1904)
- Stenhomalus komiyai Niisato & Weigel, 2005
- Stenhomalus kubani Holzschuh, 1989
- Stenhomalus kumaso Niisato & Makihara, 1991
- Stenhomalus kusakabeorum Niisato, 1998
- Stenhomalus lateralis (Pascoe, 1859)
- Stenhomalus longicornis (Bates, 1873)
- Stenhomalus mecops Holzschuh, 1990
- Stenhomalus murzini Miroshnikov, 1989
- Stenhomalus nagaoi Hayashi, 1960
- Stenhomalus nanellus Holzschuh, 2010
- Stenhomalus nigerrimus Holzschuh, 1999
- Stenhomalus nugalis Holzschuh, 1999
- Stenhomalus odai Niisato & Kinugasa, 1982
- Stenhomalus ogoouensis (Lepesme, 1948)
- Stenhomalus ohmomoi Niisato, 2008
- Stenhomalus ornatrix Holzschuh, 1995
- Stenhomalus overbecki Heller, 1936
- Stenhomalus pallidus Gressitt, 1935
- Stenhomalus pudicus Holzschuh, 2011
- Stenhomalus punctatum (Fuchs, 1969)
- Stenhomalus rajaampatensis Niisato & Weigel, 2005
- Stenhomalus ruficollis Gressitt, 1935
- Stenhomalus saleuicola Niisato, 2003
- Stenhomalus satoi Niisato, 1989
- Stenhomalus sericeus Aurivillius, 1922
- Stenhomalus sexmaculatus (Aurivillius, 1910)
- Stenhomalus suturalis Hayashi, 1977
- Stenhomalus taiwanus Matsushita, 1933
- Stenhomalus takaosanus Ohbayashi, 1958
- Stenhomalus tanzaniensis Adlbauer, 2009
- Stenhomalus taoi Niisato, 2007
- Stenhomalus tetricus Holzschuh, 2007
- Stenhomalus togoensis Adlbauer, 1995
- Stenhomalus translucidus (Fauvel, 1906)
- Stenhomalus unicolor Niisato & Hua, 1998
- Stenhomalus v-fuscum Heller, 1924
- Stenhomalus versicolor Holzschuh, 1984
- Stenhomalus wakejimaorum Niisato, 1989
- Stenhomalus werneri Adlbauer, 2001
- Stenhomalus y-pallidum (Motschulsky, 1863)